# 榆次区
榆次区是中国山西省晋中市下辖的一个市辖区，晋中市政府的驻地，位于山西省中部。面积1328平方公里，區人民政府駐迎賓西街。

## 地理
太行山西麓，晋中盆地边缘。境内主要河流有潇河、涂河、涧河。

## 沿革
榆次之地，依《禹贡》为冀州之域。
- 上古：冀州，榆州国

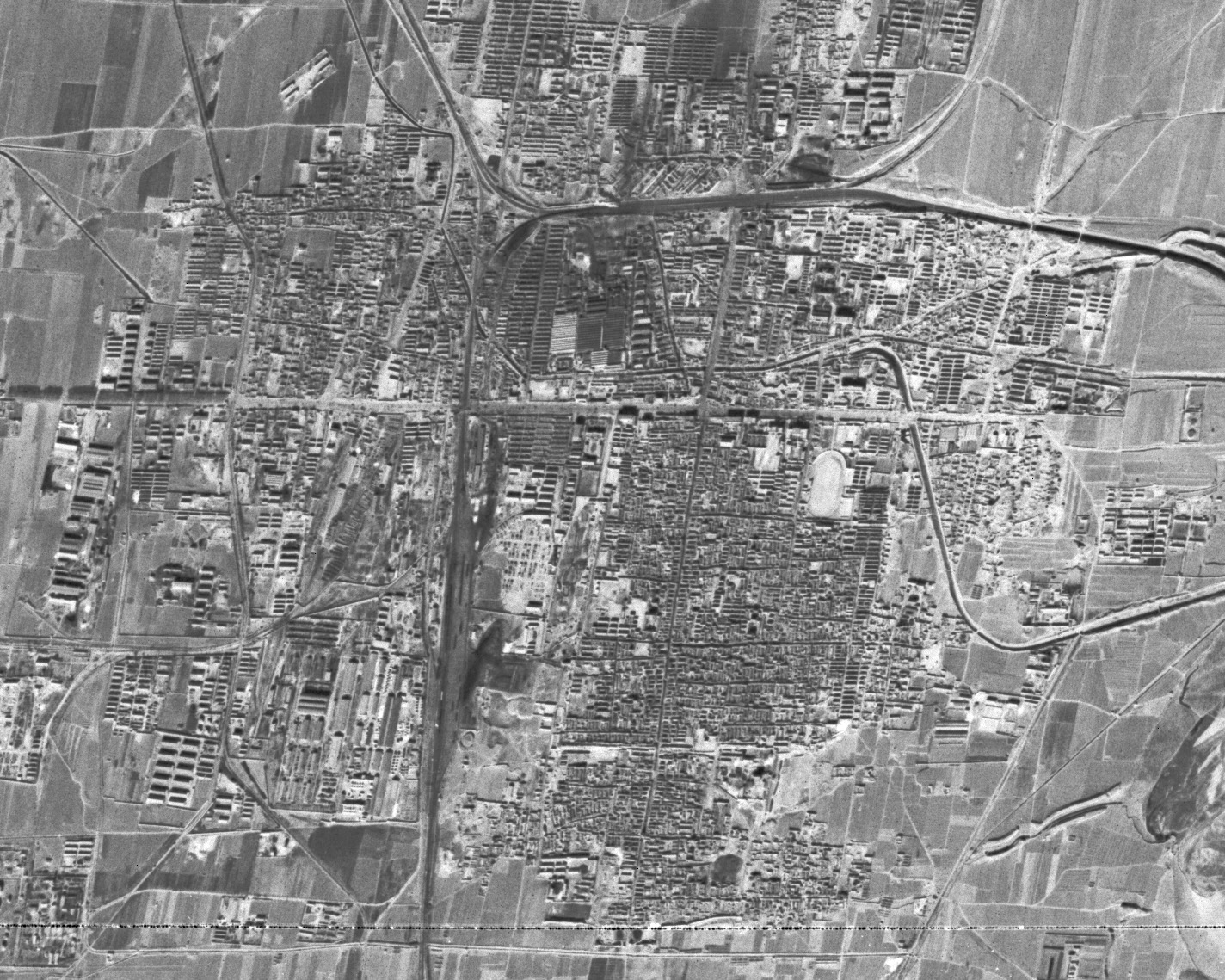
榆次老城区卫星图（1970年）

- 春秋：晋国祁地七县之涂水邑，曾先后属中行氏、智氏。
- 战国：智伯灭后属魏，称魏榆，后又入赵，属赵之北上党。秦庄襄王攻赵后，置太原郡，榆次属之。
- 秦朝：太原郡，榆次县。
- 汉朝：并州，太原郡，榆次县。
- 三国：曹魏，并州，太原郡，榆次县。
- 晋朝：太原国，榆次县。
- 十六国：
- 北朝：太原郡，榆次县，北齐更名为中都县。
- 隋朝：太原郡，榆次县。
- 唐朝：北京太原府，榆次县，又称南赵。
- 五代：
- 宋朝：并州，榆次县，太平兴国四年至七年为并州府治。
- 金朝：太原府，榆次县。分榆次县，置寿阳、平晋、太谷、清源、阳曲等县。
- 元朝：冀宁路，榆次县。
- 明朝、清朝：太原府，榆次县。
- 中华民国大陸時期：冀宁道，榆次县，废道后直隶于山西省。[2]
- 1954年5月：改为榆次市。
- 1957年：城区设榆次市，城区以外设榆次县。
- 1958年3月：撤销榆次县，并入榆次市。
- 1963年：榆次市恢复为榆次县。
- 1971年8月：复设榆次市，辖城区和郊区的五个公社，其余仍为榆次县。
- 1983年：撤销榆次县，并入榆次市。
- 1999年：晋中地区改为晋中市，榆次市改称为晋中市榆次区。

## 人口
根據第七次人口普查數據，截至2020年11月1日零時，榆次區常住人口為904518人。

## 交通
距省城太原25公里，距太原飞机场14公里。境内有石太铁路，同蒲铁路，太焦铁路，太中银铁路，太旧高速公路，108国道，榆长、榆邢、榆盂、榆清公路。

### 火车站
辖区境内现有火车站8座：

| - 鸣李站 - 榆次站 - 榆次西站 - 修文站 | - 东阳站 - 北合流站 - 东赵站 - 晋中站（北六堡站） |

## 气候
温带大陆性干旱气候，年平均气温9.8℃，降雨量418－483mm，年日照时数2662小时，无霜期158天。

## 行政区划
榆次区下辖9个街道办事处、6个镇、4个乡：
北关街道、锦纶街道、新华街道、西南街道、路西街道、经纬街道、安宁街道、新建街道、晋华街道、乌金山镇、东阳镇、长凝镇、北田镇、修文镇、郭家堡乡、张庆乡、庄子乡、东赵乡和山西转型综合改革示范区晋中开发区。

## 特产
- 怀仁陈醋
- 六堡陈醋
- 灌肠
- 三郝瓜
- 长凝蒜
- 上戈小白梨
- 峪头南瓜
- 什贴小米
- 剔羹

## 文化和旅游

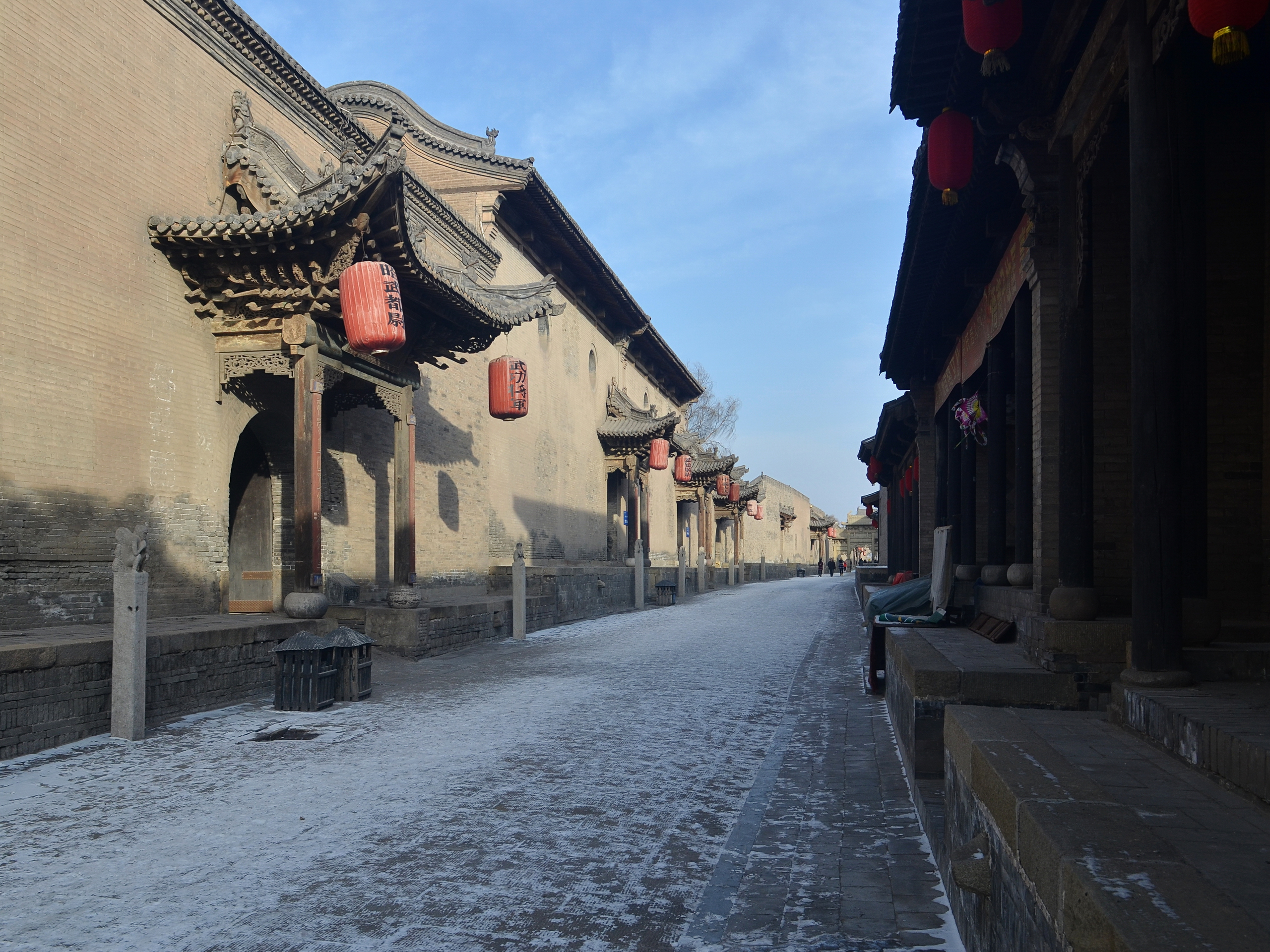
常家莊園

- 全国重点文物保护单位2处：榆次城隍庙、什贴墓群
- 山西省文物保护单位6处：猫儿岭墓群、宣乘寺正殿、蒲池寿圣寺、永康东岳庙、高壁资圣寺、颉纥法宝寺
- 晋中市文物保护单位2处：清虚阁、资圣教寺

其他：
- 榆次县衙
- 常家庄园，位于山西晋中市榆次区车辋村，是一座规模宏大的清代北方民間建筑群。清代山西晋商常氏家族在自己的故乡進行了大规模的宅院建設。常家庄園是一座城堡式建築，高大的堡門坐西朝東，大門口架著白色石拱橋。经过200余年的陆续修建，常家庄园現有房屋1500余间，楼房50余座、园林13处。
- 榆次老城
- 乌金山森林公园
- 榆次东赵后沟古村落后沟古村落位于山西省晋中市榆次区东部，是一座保存完整的原生态村落。该村落的历史最早可以追溯到1000多年前的唐代，整个村落一共有90多户人家，270多居住人口。

### 榆次庙会
庙会百姓俗称为赶会，与传统市集的区别，主要在于规模较大，每年的日期较固定，一般在神庙搭台唱戏，有一日的小会与三五日的大会之别，榆次传统的最大庙会为每年旧历五月的城隍庙会，时长可持续月余。
| 日期     | 地点        | 会期 | 现况   |
| 正月     |             |      |        |
| 初九日   | 上营        | 一日 | 活跃   |
| 十五日   | 寇村        | 一日 | 活跃   |
| 二十一日 | 近城        | 一日 | 活跃   |
| 二十一日 | 杨盘        | 一日 | 活跃   |
| 二十五日 | 怀仁        | 一日 | 活跃   |
| 二月     |             |      |        |
| 初三日   | 使赵        | 一日 | 活跃   |
| 初七日   | 西荣        | 一日 | 活跃   |
| 十五日   | 东聂        | 一日 | 活跃   |
| 十九日   | 鸣谦        | 一日 | 活跃   |
| 十九日   | 西长凝      | 五日 | 活跃   |
| 二十三日 | 郝村        | 一日 | 活跃   |
| 二十四日 | 东阳        | 五日 | 活跃   |
| 二十七日 | 北关        | 一日 | 已失传 |
| 三月     |             |      |        |
| 初三日   | 郭家堡      | 一日 | 活跃   |
| 初三日   | 要村        | 三日 | 活跃   |
| 初四日   | 紫坑        | 一日 | 活跃   |
| 初六日   | 北街        | 三日 | 已失传 |
| 初十日   | 鸣谦        | 一日 | 活跃   |
| 十五日   | 郭村        | 一日 | 活跃   |
| 十七日   | 王胡        | 一日 | 活跃   |
| 十九日   | 修文        | 一日 | 活跃   |
| 二十五日 | 龙白        | 一日 | 活跃   |
| 二十八日 | 西双村      | 一日 | 活跃   |
| 二十八日 | 使赵        | 一日 | 活跃   |
| 四月     |             |      |        |
| 初四日   | 王都        | 五日 | 活跃   |
| 初八日   | 北田        | 六日 | 活跃   |
| 初八日   | 衙门街      | 一日 | 已失传 |
| 十一日   | 王胡        | 一日 | 活跃   |
| 十九日   | 永康        | 一日 | 活跃   |
| 二十三日 | 南关        | 一日 | 活跃   |
| 二十五日 | 怀仁        | 一日 | 活跃   |
| 五月     |             |      |        |
| 初五日   | 张庆        | 一日 | 活跃   |
| 二十七日 | 城隍庙      | 一月 | 已失传 |
| 六月     |             |      |        |
| 二十三日 | 城内马号    | 一日 | 已失传 |
| 二十四日 | 紫坑        | 一日 | 活跃   |
| 七月     |             |      |        |
| 初二日   | 源涡 ／张胡 | 一日 | 活跃   |
| 初四日   | 寇村        | 一日 | 活跃   |
| 十八日   | 南要        | 一日 | 活跃   |
| 十九日   | 永康        | 一日 | 活跃   |
| 二十五日 | 鸣谦        | 一日 | 活跃   |
| 八月     |             |      |        |
| 初四日   | 西关        | 一日 | 已失传 |
| 初八日   | 城内马号    | 一日 | 已失传 |
| 十五日   | 南门马道    | 一日 | 已失传 |
| 十八日   | 鸣谦        | 一日 | 活跃   |
| 二十三日 | 城内马号    | 一日 | 已失传 |
| 九月     |             |      |        |
| 初一日   | 南谷        | 一日 | 活跃   |
| 初九日   | 北门马道    | 一日 | 已失传 |
| 十三日   | 王村        | 一日 | 活跃   |
| 十六日   | 北要        | 一日 | 活跃   |
| 十六日   | 王胡        | 一日 | 活跃   |
| 二十六日 | 南门马道    | 一日 | 已失传 |
| 二十八日 | 什贴        | 三日 | 活跃   |
| 十月     |             |      |        |
| 初二日   | 鸣谦        | 一日 | 活跃   |
| 初七日   | 大张义      | 一日 | 活跃   |
| 初十日   | 西关        | 一日 | 已失传 |
| 十五日   | 六堡        | 五日 | 活跃   |
| 二十日   | 东赵        | 三日 | 活跃   |

## 人物
- 榆罔氏夸父，中国神话人物，《山海经》中记载的巨人，立志追赶太阳，终未及，半道渴死，是太阳崇拜的神话故事。《山海经·大荒北经》：“大荒之中，有山名曰成都载天。有人珥两黄蛇，把两黄蛇，名曰夸父。后士生信，信生夸父。夸父不量力，欲追日景，逮之于禺谷。将饮河而不足也，将走大泽，未至，死于此。”《山海经·海外北经》：“夸父与日逐走，入日。渴欲得饮，饮于河、渭。河、渭不足，北饮大泽。未至，道渴而死。弃其杖，化为邓林。”后有成语“夸父追日”。《山海经·西山经》说:“有兽焉，其状如禺而文臂，豹虎（尾）而兽投，名曰举父。”这里的举父就是夸父。
- 盖聂
- 刘知远 后汉高祖孝皇帝刘知远（895年—948年），即后汉高祖，五代后汉开国皇帝，即帝位后改名刘皓，947年—948年在位，死后谥睿文圣武昭肃孝皇帝。榆次西左付村人。
- 张彪（1860年－1927年），清末湖北提督兼驻武昌新建陆军第八镇统制。山西榆次人，张之洞亲信。1911年武昌起义后逃往日本，后回国寓居天津。在日租界宫岛街(今和平区鞍山道59号)建张园。1924年孙中山北上过津时曾下榻于此；1925年溥仪离京到津，也曾在此居住。
- 王平格，晚清官员，学者
- 贾继英

## 方言
榆次话在方言分区上属于晋语并州片，有五个声调（平声、上声、去声、阴入、阳入）。
在榆次境内，方言口音从北到南，从东到西均有较明显的差异，但基本上互相之间可以顺畅通话。

## 产业

### 农业
平川地区灌溉条件好，农业较发达，一直就是粮食主产区，丘陵山区多产杂粮，广种薄收，畜牧业比较发达。

### 工业
- 经纬纺机
- 榆次液压
- 晋华纺织
- 山西锦纶
- 晋中化工
- 榆次工业园区
- 雪花啤酒、白象方便面等在榆次设有加工厂。

### 服务业
- 辰興發展